# Leucanopsis otho
Leucanopsis otho là một loài bướm đêm thuộc phân họ Arctiinae, họ Erebidae.